# Leon Milo

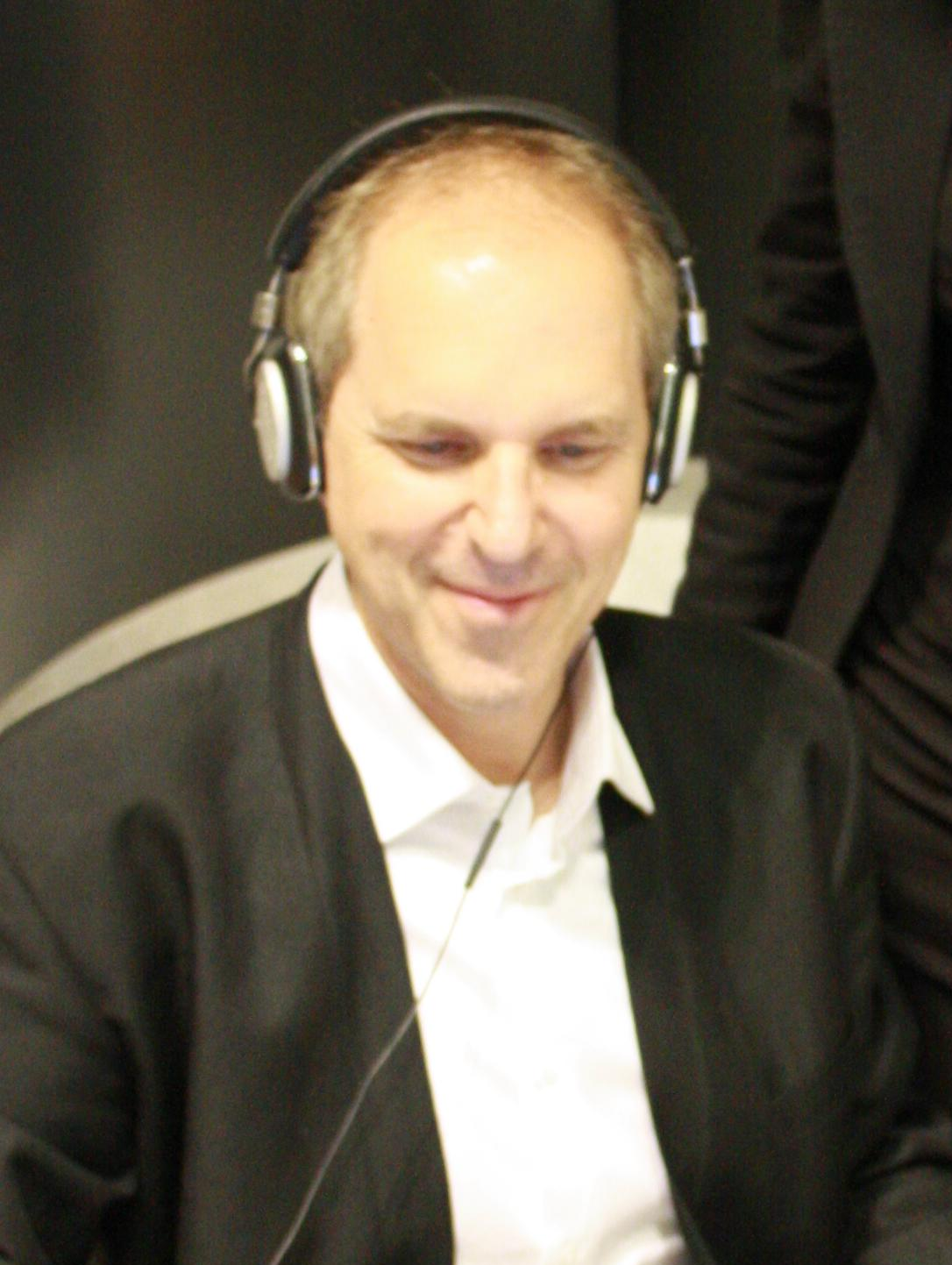
Leon Milo, 2012

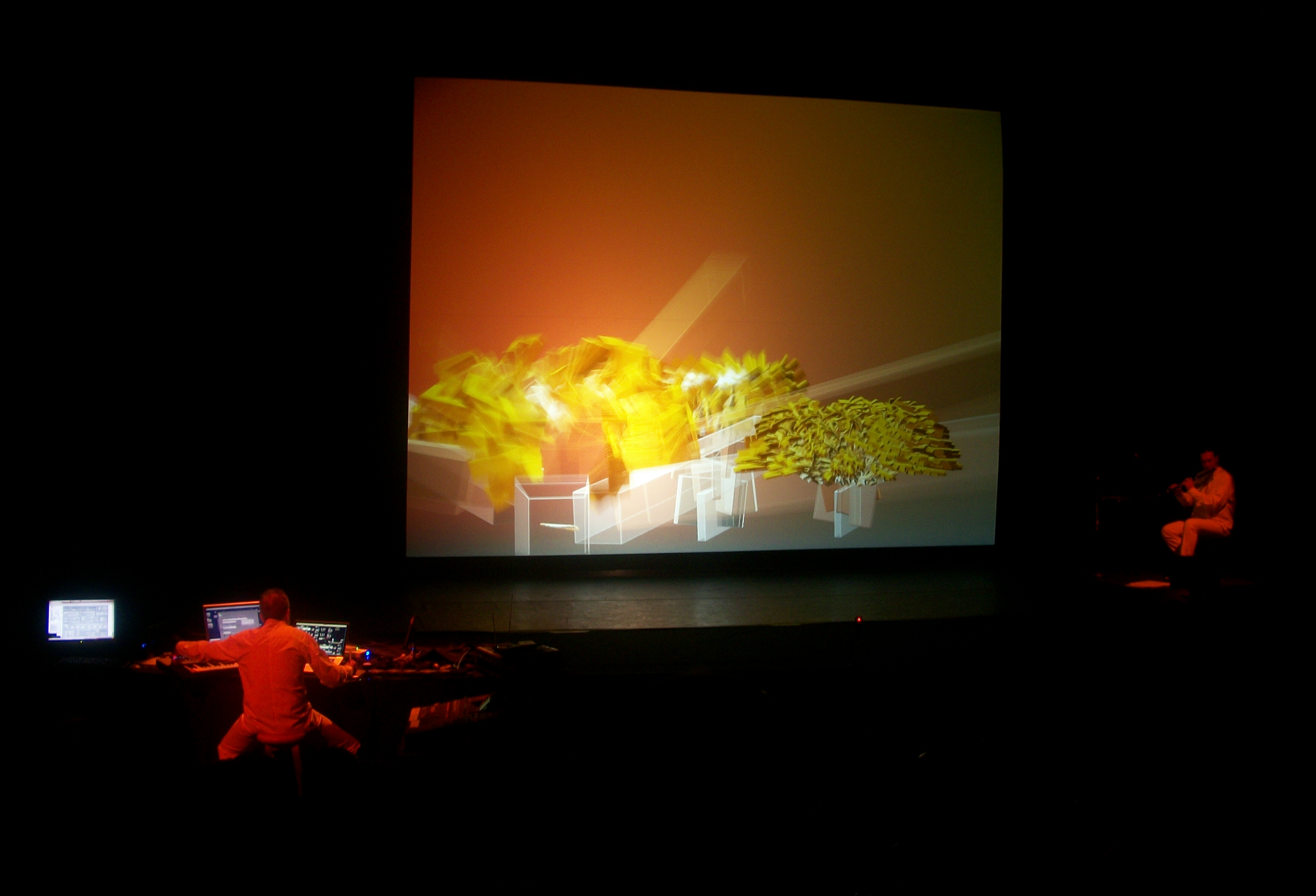
Live-Performance - Duo "Interact-Son" - Leon Milo (links) und Francois Daudin Clavaud beim Festival Mediarte 2009 in Monterrey, Mexico

Leon Milo (* 10. Dezember 1956 in Los Angeles; † 31. August 2014 in Paris) war ein US-amerikanischer Komponist, Perkussionist und Klangkünstler. Seine Werke und Soundscapes schöpfen aus einem breiten Spektrum instrumentaler, elektronischer, natürlicher und synthetischer Klänge.

## Leben

### Frühe Jahre
Milo wuchs in den Hollywood Hills (Los Angeles) auf und hatte dort Kontakt zu den wichtigsten Musikern der Westküste. Als Jugendlicher war er Schüler der bekannten Schlagzeuger Bill Douglass, Charles Flores und Joe Porcaro.
Ab dem Alter von 15 Jahren erhielt er Unterricht in Pauke und Orchesterschlagwerk bei William Kraft. Kraft führte ihn an das klassische Orchesterrepertoire und die zeitgenössische Musik heran. Später studierte Milo bei Krafts Lehrer Saul Goodman an der Juilliard School in New York.

### New York
1975 wurde Milo an der Juilliard School in New York angenommen, um bei Saul Goodman und Elden C. „Buster“ Bailey Pauke und Schlagwerk zu studieren. Gleichzeitig belegte er die Fächer Komposition und zeitgenössische Musikanalyse bei Stanley Wolfe, der ihn bei der Komposition seiner ersten Stücke unterstützte. Zwischen 1975 und 1981 spielte er in zahlreichen Orchestern und Ensembles an der Juilliard School und als freier Perkussionist in New York und Umgebung. In dieser Zeit war er auch Pauker und Perkussionist im Greenwich Symphony Orchestra.
An der Julliard School arbeitete er mit Dirigenten wie Sixten Ehrling, Leonard Bernstein, Georg Solti, Herbert von Karajan, Pierre Boulez und Myung-Whun Chung. Milo trat auch an Orten wie The Kitchen auf, um frühe Werke der Minimal Music sowie improvisierter und aleatorischer neuer Musik aufzuführen. Er besuchte Workshops in Merce Cunninghams Tanzstudio und wurde so von den Ideen von Cunningham und John Cage inspiriert. 1980 erlangte Milo den Master of Music an der Juilliard School.

### Israel
1981 wurde ihm vom Israel Sinfonietta Orchestra in Beʾer Scheva die Stelle des ersten Paukers und Perkussionisten angeboten. Zwischen 1981 und 1984 arbeitete er dort mit so bekannten Dirigenten zusammen wie Mendi Rodan, Jean-Pierre Rampal, Paul Tortelier, Zubin Mehta, Isaac Stern und Karsten Andersen. Während dieser Zeit war er Student des Komponisten Tzvi Avni. Avni komponierte das Solo Schlagwerkstück “5 Variations for Mister K.” für ein Konzert von Milo im Tel Aviv Museum of Art im Jahr 1983. Milo spielte in hunderten Konzerten mit dem Israel Sinfonietta Orchestra, dem Jerusalem Symphony Orchestra und dem Tel-Aviv Chamber Orchestra. Er trat sowohl als Solokünstler als auch in Ensembles beim Israel Festival und der Tel Aviv Museum Concert Series auf.
1984 schickte er seine Kompositionen an den italienischen Komponisten Luciano Berio, der damals für seine experimentellen Arbeiten schon sehr bekannt war und als Pionier der elektronischen Musik gilt. Berio lud ihn nach Florenz ein und brachte Leon Milo mit Leonard Stein in Los Angeles zusammen.

### Los Angeles

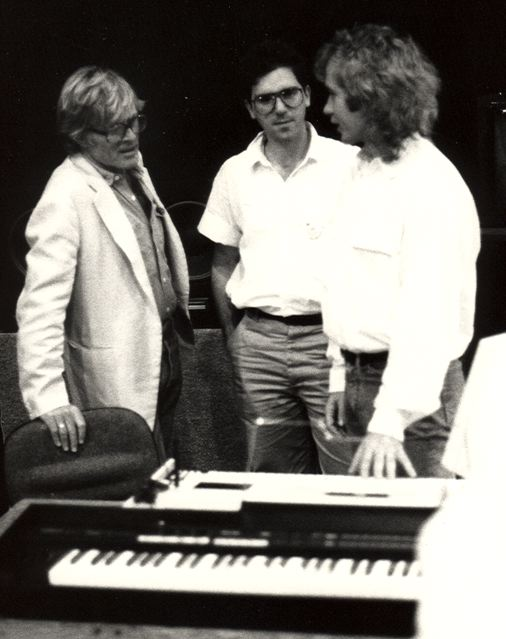
Von links nach rechts: Schauspieler Robert Redford, Leon Milo und Komponist Peter Kaye beim Sundance Institute Composer's Lab

Im Sommer 1984 kehrte Milo nach Los Angeles zurück, um mit Leonard Stein zu arbeiten. Bis ins Jahr 1989 war er Privatstudent bei Stein. Stein war Assistent von Arnold Schoenberg in den 1940er Jahren. Er war ein wichtiger Interpret Schoenbergs Kompositionen und Direktor des Schoenberg Institute (am USC). Als Professor unterstützte Leonard Stein Generationen von Komponisten dabei, ihre eigenen Ideen zu entwickeln. Neben vielen anderen Studenten ist hier besonders La Monte Young erwähnenswert.
Ein Jahr später (1985) wurde Milo im Kompositions-Workshop des Aspen Music Festivals angenommen. Seine Lehrer dort waren Luciano Berio, Jacob Druckman, Earle Brown und Morton Subotnick. Milo wurde zusehends Teil der Musik Szene von Los Angeles. Zunächst innerhalb der Independent Composers Association, für die er die Werke “Antiphon” und “Hei-Kyo-Ku” schrieb. Er spielte regelmäßig für das Santa Barbara Symphony, das Ventura Symphony Orchestra und The San Bernardino Symphony.
Mit dem Ensemble „XTET“, welches er mitbegründete, trat er häufig bei den Monday Evening Concerts auf.
1986, nach nur zwei Jahren Studienzeit bei Leonard Stein, wurde er von John Harbison, dem damaligen Composer in Residence der LA Philharmonic beauftragt, ein Werk für das new music ensemble des LA Philharmonic zu schreiben. 1987 wurde Milo als Teilnehmer im Sundance Institute Composer’s Lab aufgenommen.

### Paris
Ein Fulbright Fellowship Stipendium für Komposition führte Milo 1989 nach Paris.
In diesem Jahr nahm er Privatunterricht beim französischen Komponisten Gilbert Amy (der Schüler u. a. von Darius Milhaud und Olivier Messiaen war) und besuchte Meisterkurse von Tristan Murail und Betsy Jolas an der American School in Fontainebleau.
1990 erhielt er das Nadia und Lili Boulanger Stipendium für Komposition und schrieb Quintrillium, ein Werk für Sinfonieorchester für das Ventura County Symphony Orchestra. Das Stück war eine Auftragsarbeit für Leonard Stein und Betty Freeman. Die Uraufführung wurde von Leonard Stein dirigiert. Ebenfalls auf dem Programm stand Arnold Schoenbergs Violinkonzert (Op. 36), das Rose Mary Harbison spielte (Ehefrau des Komponisten John Harbison).
Mitte der 1990er Jahre begann Milo, mit computerunterstützten Kompositionsmethoden zu arbeiten, während er sich bei Curtis Roads und Gérard Pape in den Ateliers UPIC (heute CCMIX) weiter in der elektronischen Musik fortbildete. In dieser Zeit schrieb er sein erstes elektronisches Stück TimeTexture. Milo pflegt eine lange künstlerische Partnerschaft mit dem Designer und Künstler Arik Levy. Diese begann 1995 mit dem Auftrag die Musik und das Sounddesign für einige von Levys Filmen zu entwickeln. Es folgten diverse gemeinsame Arbeiten wie z. B. Levys Pompidou Art Center Installation, Love Counts and Osmosis für das SWAROVSKI CRYSTAL PALACE in Mailand.
1998 wurde er im Kompositionskurs des IRCAM (Institut de Recherche et Coordination Acoustique/Musique, deutsch: Forschungsinstitut für Akustik/Musik) aufgenommen. Es befindet sich im Centre Pompidou in Paris und wurde vom Komponisten Pierre Boulez mitgegründet und beeinflusst. Im Jahr 2002 komponierte Leon Milo das Stück Mexico für das Trio d'Argent und begann wenig später damit, interaktive Programme für Live-Aufführungen zu entwickeln. So schuf er zusammen mit Francois Daudin Clavaud für das Trio d'argent viele interaktive Sequenzen für ein Konzertprogramm mit dem Namen El Horizonte. Im Jahr 2005 spielten sie El Horizonte (hier zusammen mit einer Seiltänzerin) an der Universität von Mexiko innerhalb des Festivals Musica Y Escena in Mexiko-Stadt.
Später gründeten Milo und Clavaud Interact-Son., ein Duo für Flöte und elektronische Musik. Seit 1992 komponiert Leon Milo Musik für europäische Filme und Fernsehformate. Er hat für Sender wie Arte, France 2, France 3, Canal+ und vielen anderen gearbeitet. Hervorzuheben ist hier der 3D-animierte Kurzfilm “The Last Minute” von Nicolas Salis, für welchen er die Musik und das Sounddesign gemacht hat. Der Film gehörte 2004 zur offiziellen Auswahl beim Cannes Film Festival und erhielt 2005 die Auszeichnung für die beste Musik und das beste Sounddesign beim European Short Film Festival FEC Reus.

### Letzte Arbeiten und Projekte

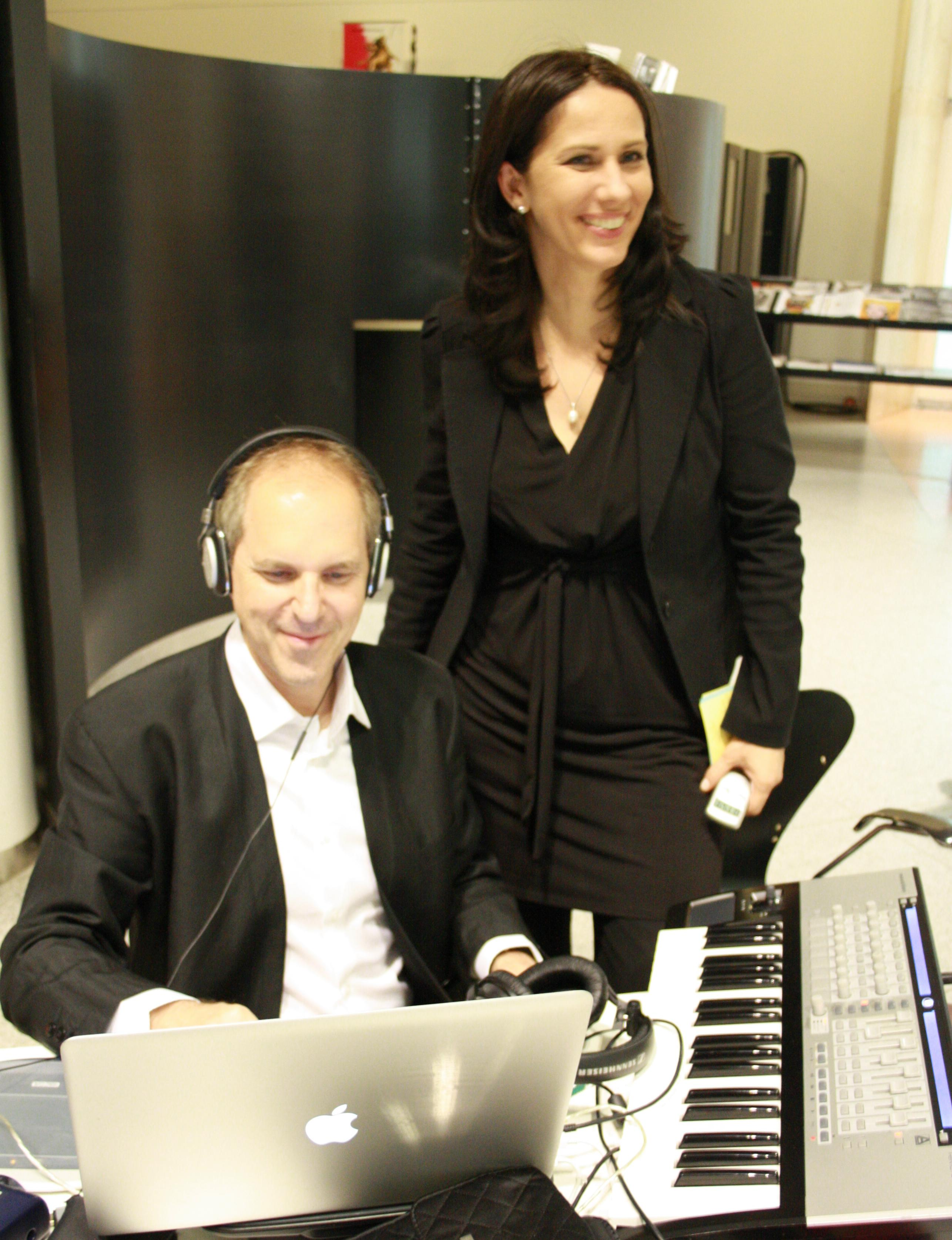
Duo "Pianowaves" - Leon Milo mit Susanne Kessel beim Beethovenfest 2012

2005 wurde Milo vom Festival Ile de France und dem Trio d'Argent beauftragt, ein Stück für drei Flöten, drei Perkussionisten und Live-Elektronik zu schreiben. Das neue Werk “TranseSept” wurde durch einen Preis des SACEM finanziert und in Paris uraufgeführt.
2006 Milo war Artist in Residence in der United Sardine Factory in Bergen, Norwegen.
2007 war er als Solist beim Borealis Contemporary Music Festival, einem international bedeutenden Festival für zeitgenössische und experimentelle Musik in Norwegen, welches 2004 gegründet wurde. Sein kompositorischer Beitrag bestand aus einer 8-stündigen elektronischen Improvisation. 2007 gründete er mit der Pianistin Susanne Kessel das Duo "PIANOWAVES". Das Duo spielte Stücke für Klavier, Elektronik und Percussion. Ihre ersten Auftritte spielten sie beim internationalen Beethovenfest in Bonn desselben Jahres. Leon Milos Transkription für Klavier und Elektronik des Songs I Miss You von Björk wurde von Susanne Kessel aufgenommen und 2007 auf ihrer Solo-CD ICELAND veröffentlicht. Kessel und Milo arbeiteten auch mit anderen Künstlern, wie z. B. dem US-amerikanischen Saxophonisten Demetrius Spaneas.
2008 traten sie gemeinsam Kammermusiksaal des Beethoven-Hauses, einer Konzerthalle neben dem Geburtshaus von Ludwig van Beethoven, auf. Anlässlich des 100. Geburtstags des französischen Komponisten Olivier Messiaen entwickelte Susanne Kessel 2008 ein Programm, das sie und Milo zusammen als „PIANOWAVES“ beim internationalen Beethovenfest aufführten. Hierfür komponierte er insgesamt fünf Soundscapes. Diese basierten auf den verschiedenen Parametern von Messians Musik wie z. B. Natur, christlicher Glaube, Vogelstimmen, exotische Rhythmen und Improvisation.
Es ist erwähnenswert, dass Milo 2008 zum Aspen Music Festival zurückkehrte, bei dem er 23 Jahre zuvor einen renommierten Kompositions-Workshop besucht hatte. Dieses Mal war er jedoch als musikalischer Berater des Live-Streaming von Medici Arts auf Medici.tv engagiert worden. Im September 2009 spielten Milo und Francois Daudin Clavaud ihre interaktive Live-Performance “Sound Gardens” an verschiedenen Orten in Mexico als Duo Interact-Son. Die wichtigsten Konzerte waren beim Festival Musica Y Escena in Mexiko-Stadt und dem Festival Mediarte / Arte y Nuevas Tecnologías in Monterrey. Das interaktive Video, welches Teil der Performance war, wurde von dem Videokünstler Miguel Chevalier eigens hierfür geschaffen.
Er komponierte die Musik für zwei Dokumentarfilme mit dem Ökonomen und Nobelpreisträger Joseph Stiglitz “Where Is the World Going, Mr. Stiglitz?” (2007) und “Around the World with Joseph Stiglitz: Perils and Promises of Globalization” (2009, Originaltitel: „Le monde selon Stiglitz“) für Arte. Die Regie führte jeweils Jacques Sarasin.
2009 beauftragte seine Duo-Partnerin Susanne Kessel 12 internationale Komponisten (anlässlich des 200. Geburtstages Schumanns), neue Werke für ihr CD-Projekt „An Robert Schumann“ zu schreiben. Basierend auf der 5. Fantasie der Kreisleriana op. 16, komponierte Milo seine “Fantasie Electroacoustique for R.S. and S.K.” für Susanne Kessel. Die CD erschien beim Kölner Label Obst. Weitere Komponisten sind Alex Shapiro, Alvin Lucier, Michael Denhoff, Ulrike Haage, Christoph Israel, Moritz Eggert, Ivan Sokolov, Mike Lang, Torben Maiwald, Manfred Niehaus.
Im Jahr 2010 spielte er mit Interact-Son auf Einladung der Fondation Alliance Française in Angola, Afrika.
2011 spielte er mit Interact-Son im Auftrag der Le Groupe de Recherches Musicales beim 7. Festival Présence Électronique.
Für die von Radio France produzierte zehnteilige fiktionale Novelle Pedro Páramo schrieb Milo 2012 die Musik.

### Tod
Leon Milo verstarb am 31. August 2014 im Alter von 57 Jahren an einer Krebserkrankung in einem Pariser Hospiz. Er wurde am 11. September 2014 unter großer Anteilnahme der Öffentlichkeit auf dem Pariser Friedhof Père-Lachaise beigesetzt (Division 62, 3d/61, 5th/66). Während der Beerdigung wurden Milos Stücke wie z. B. „Gongscape“ von langjährigen Weggefährten wie dem Trio d´Argent und Susanne Kessel aufgeführt. Milo war in den 1980ern Gründungsmitglied des Kammermusikensembles Xtet. Mit der Nachricht seines nahen Todes organisierten die übrigen Musiker eine Wiedervereinigung aller ehemaligen Mitglieder und führten ihm zu Ehren einen Tag nach seinem Tod das improvisierte Stück “Bells for Leon” auf. Die Improvisation ist als Video ist auf Youtube zu finden.

## Werke
- Shinui - Für Marimba (1985), uraufgeführt im Los Angeles Harbor College, USA
- Trio - Für Klarinette, Violine und Cello (1986)
- Antiphon - Für zwei Flöten, Klarinette, Bassklarinette, Streichquartett und Klavier (1986), uraufgeführt im Los Angeles Harbor College, dirigiert von Lucas Richman, in Auftrag gegeben von der Independent Composers Association
- Hei-Kyo-Ku - Für Sopran und 18 Instrumente (1987), uraufgeführt vom USC New Music Ensemble, dirigiert von Donald Crockett, in Auftrag gegeben von der Independent Composers Association, Los Angeles. (Geschrieben wurde es ursprünglich für ein japanisch-amerikanisches Theater, wo es 1987 aufgeführt wurde)
- Verset - Für 10 Instrumente (1988), uraufgeführt vom Los Angeles Philharmonic New Music Ensemble, dirigiert von David Alan Miller, in Auftrag gegeben von John und Rose Mary Harbison
- Solo for Cello (1990), uraufgeführt von Vincent Ségal in der US-Botschaft in Paris
- Quintrillium - Für Sinfonieorchester (1991), uraufgeführt vom Ventura County Symphony Orchestra, dirigiert von Leonard Stein, in Auftrag gegeben von Leonard Stein und Betty Freeman[12]
- TimeTexture - Für Klavier und Elektronik (1997), uraufgeführt 1997 im Rahmen der Los Angeles Piano Spheres von Gloria Cheng, Klavier, in Auftrag gegeben für die Los Angeles Piano Spheres von Leonard Stein und Betty Freeman,[13] 2013 auf der CD „...á Olivier Messiaen“ von Susanne Kessel veröffentlicht
- Sa! - Für Violine Solo und Elektronik (1999), uraufgeführt von Nicolas Miribel (Geige) im Auditorium St. Germain in Paris im Jahr 1999, präsentiert von IRCAM
- Mexico - Für Flötentrio und Elektronik (2002), uraufgeführt vom Trio d'Argent beim 38. Festival Rugissants in Grenoble
- In The Air - Für Elektronik (2003), uraufgeführt in der Gallery Sentou, Paris, im Auftrag von Arik Levy
- L’Amour en Cage - Für Cello, Live-Elektronik und Seiltänzer (2004), uraufgeführt im Carré Magique in Lannion, Frankreich
- TranseSept - Für drei Flöten, drei Schlagzeuge und Live-Elektronik (2005), uraufgeführt in Vincennes, bei Paris, vom Trio d’Argent (Paris) und dem Trio Sete Portas (Salvador da Bahia) im Rahmen des Festival Ile de France, im Auftrag von SACEM
- Stellar Blue - Für Klavier und Elektronik (2006), uraufgeführt 2006 von Susanne Kessel im Beethoven-Haus in Bonn
- Résonances - Für Elektronik (2006), uraufgeführt in Enghien les Bains, beauftragt von Arik Levy
- I Miss You - Bearbeitung für Klavier und Elektronik, Björk/Milo (2007), im Auftrag von Susanne Kessel, 2007 auf der CD „ICELAND“ von Susanne Kessel veröffentlicht
- Birdscape - Für aufgezeichnete Klänge und Elektronik (2008), uraufgeführt von PIANOWAVES mit Pianistin Susanne Kessel im Beethovenfest in Bonn, 2013 auf der CD „...á Olivier Messiaen“ von Susanne Kessel veröffentlicht
- Pariscape - Für aufgezeichnete Klänge und Elektronik (2008), uraufgeführt von PIANOWAVES mit Susanne Kessel im Beethovenfest in Bonn, 2013 auf der CD „...á Olivier Messiaen“ von Susanne Kessel veröffentlicht
- Voicescape - Für Elektronik (2008), uraufgeführt von PIANOWAVES mit Susanne Kessel im Beethovenfest in Bonn, 2013 auf der CD „...á Olivier Messiaen“ von Susanne Kessel veröffentlicht
- Sound Gardens - Für Flöte, Live-Elektronik und interaktives Video (2009), uraufgeführt beim Festival Musica Y Escena in Mexico, in Zusammenarbeit mit Francois Daudin Clavaud, interaktives Video von Miguel Chevalier.
- Fantasie Electro-Acoustique for R.S. & S.K. - Für sampled piano solo und Elektronik (2010), beauftragt von Susanne Kessel, 2010 auf der CD „An Robert Schumann“ von Susanne Kessel veröffentlicht
- Huiteme Porte - Für Flötentrio und Live-Elektronik (2012) uraufgeführt von Leon Milo beim Festival Detours de Babel in Grenoble
- Régards - Für Live-Elektronik (2012), uraufgeführt von Leon Milo 2012 bei Radio France

## Sound-Installationen
- Zusammenarbeit mit Arik Levy, Designer, für das Swarovski Crystal Palace, Mailand (2009) und die Slott Gallery, Paris (2010)
- Centre Des Arts, (mit Arik Levy, Designer) Enghein (2007)
- Borealis Festival, Bergen (2007)
- Jardin de Luxembourg (2007)
- «ArtSenat» mit Florence Bost, Designerin, Paris (2007)
- Centre Pompidou Paris (2005)
- Video et design sonore, mit Nataliya Lyakh, Fotografin, Fiac Paris (2004)
- Gallery Sentou, mit Arik Levy, Designer, Paris (2002)
- La Maison Saint Victoire Multimedia-Präsentation, Aix en Provence, France (1996)
- Le Musée Archéologique de Saint Romain en Gal, Audioguidage Vienne, France (1994)
- Interact-Sound Duo Konzert mit Francois Daudin Clavaud beim Musica y Escena Festival, Mexiko-Stadt (2009)

## Künstlerische Leitung
- Musikalischer Berater für das Live-Streaming von Medici Arts und Ideale Audience beim Aspen Music Festival (2008)